# 52 Близнецов
52 Близнецов (лат. 52 Geminorum, HD 55621) — двойная, предположительно переменная звезда в созвездии Близнецов на расстоянии приблизительно 379 световых лет (около 116 парсеков) от Солнца. Видимая звёздная величина звезды — +5,82m.

## Характеристики
Первый компонент — красный гигант спектрального класса M1III. Радиус — около 12,84 солнечных, светимость — около 111,46 солнечных. Эффективная температура — около 3892 К.